# Museo diocesano e gallerie del Tiepolo
Il Museo diocesano e gallerie del Tiepolo di Udine è stato fondato nel 1963 da Mons. Giuseppe Zaffonato, arcivescovo di Udine (1956-1972), con l'obiettivo di conservare e valorizzare i beni culturali ecclesiastici dell'arcidiocesi.
La prima sede del Museo fu il seminterrato del seminario arcivescovile della città, ma già precedentemente al terremoto del 1976 si avviò il suo trasferimento nel palazzo Patriarcale, prima residenza dei patriarchi di Aquileia e poi (dal 1751) degli arcivescovi di Udine: questo edificio è uno dei principali monumenti della città friulana.
Il palazzo, gravemente danneggiato dal sisma, è stato restaurato e il Museo è ufficialmente aperto al pubblico dal 29 aprile 1995.

## Opere
La collezione comprende circa 700 opere, tra cui gli affreschi di Giambattista Tiepolo, che decorò alcuni ambienti del palazzo per volere del patriarca Dionisio Dolfin. L'itinerario museale si sviluppa su tre livelli.

### Piano terra

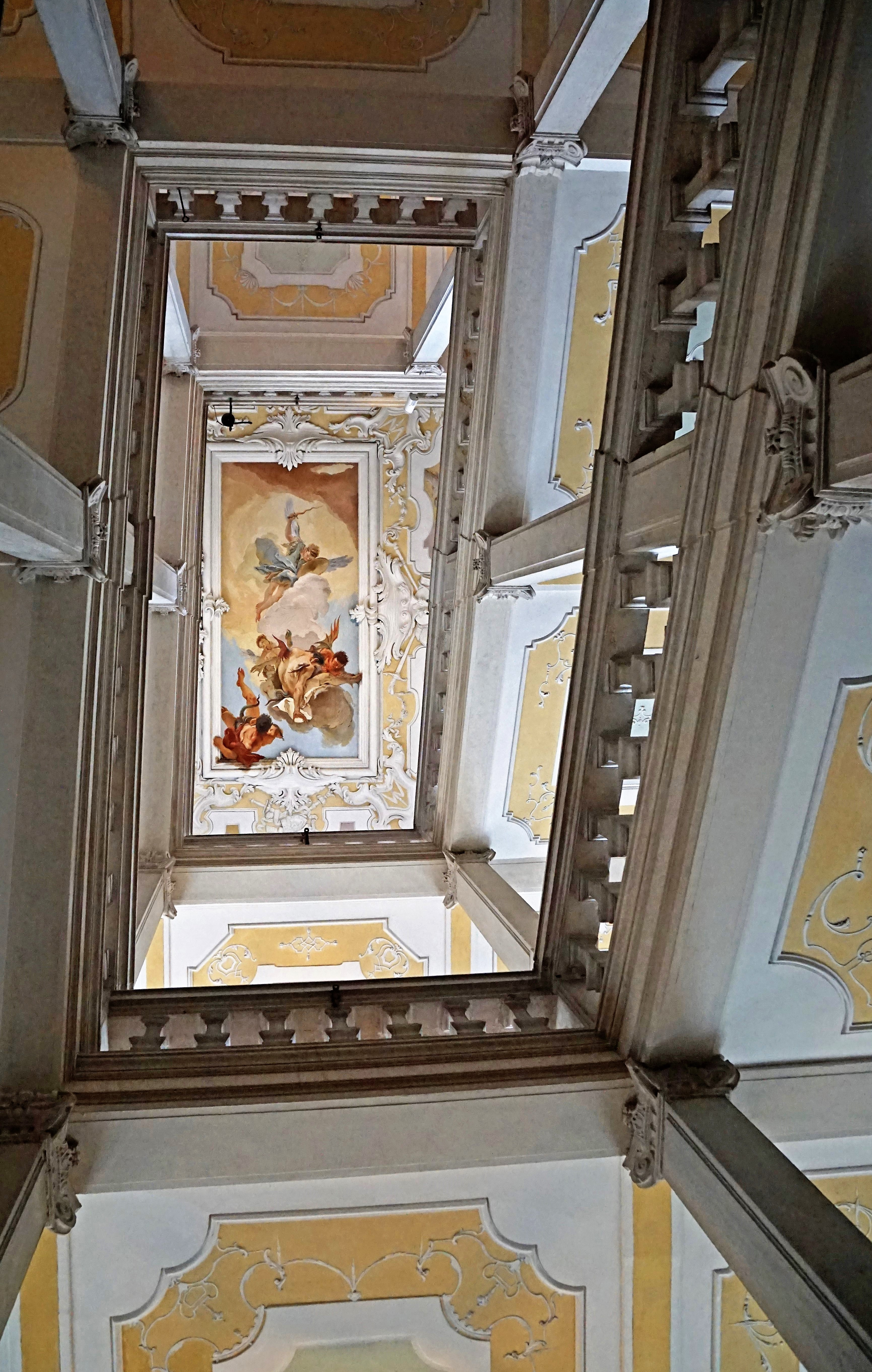
Lo Scalone d'onore

Il piano terra ospita un lapidario che espone tra gli altri oggetti:
- un pluteo preromanico in pietra.

Il percorso del Museo si apre con lo Scalone d'onore, opera dell'architetto Domenico Rossi e decorato sul soffitto con:
- la Caduta degli angeli ribelli (1726), affresco, di Giambattista Tiepolo.

### Primo piano

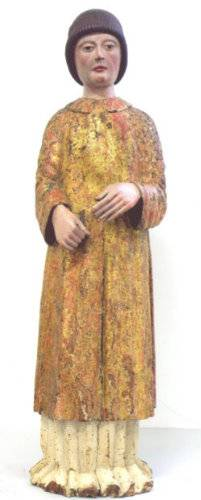
Bottega di Domenico da Tolmezzo (fine XV secolo), Santo Diacono.

Le sei sale del primo piano costituiscono l'itinerario museale vero e proprio nella sono raccolte le opere di scultura lignea, tra cui:
- cinquantatré sculture lignee friulane realizzate tra il XII e il XVIII secolo;
- Santa Caterina d'Alessandria (XV secolo), legno policromo intagliato e scolpito, di anonimo intagliatore friulano;
- l'Altare di santa Barbara[1] (seconda metà del XV secolo), legno policromo intagliato e scolpito, di Domenico da Tolmezzo;

Una scala a chiocciola (1708), con cupolino affrescato da Ludovico Dorigny, conduce al piano nobile del palazzo.

### Secondo piano
Il secondo piano o piano nobile del palazzo si apre con:
- la spettacolare Biblioteca[2] (1708) voluta dal patriarca Dionisio Delfino, una delle più belle dell'Italia settentrionale, che conserva circa 12.000 volumi (codici miniati, incunaboli, cinquecentine e rare prime edizioni). La decorazione pittorica di questa sala trova il suo fulcro nel:
- il Ritratto del committente di Niccolò Bambini;
- il Trionfo della Sapienza, tela applicata al soffitto, di Niccolò Bambini.

La sala successiva, detta Sala azzurra o del baldacchino, è un raffinato ambiente rinascimentale decorato con:
- le Storie del Nuovo Testamento (1558 - 1560), affreschi, di Giovanni da Udine.

Si passa nella Sala gialla, in cui è raccolta la collezione numismatica dei patriarchi di Aquileia.
Il percorso museale continua con la Sala del trono e la Cappella palatina sul cui altare è collocata:
- una Madonna con Gesù Bambino di Jacopo Palma il Giovane[3].

Si entra, da qui, nella Sala rossa o del tribunale ecclesiastico, decorata sulla volta da:
- il Giudizio di Salomone e I profeti (1729), affreschi, di Giambattista Tiepolo.

L'itinerario si conclude con sala più grande e sfarzosa, detta la Galleria degli ospiti decorata da:
- le Storie dei patriarchi Abramo, Isacco e Giacobbe (1727 - 1728), affreschi, di Giambattista Tiepolo.

## Galleria d'immagini

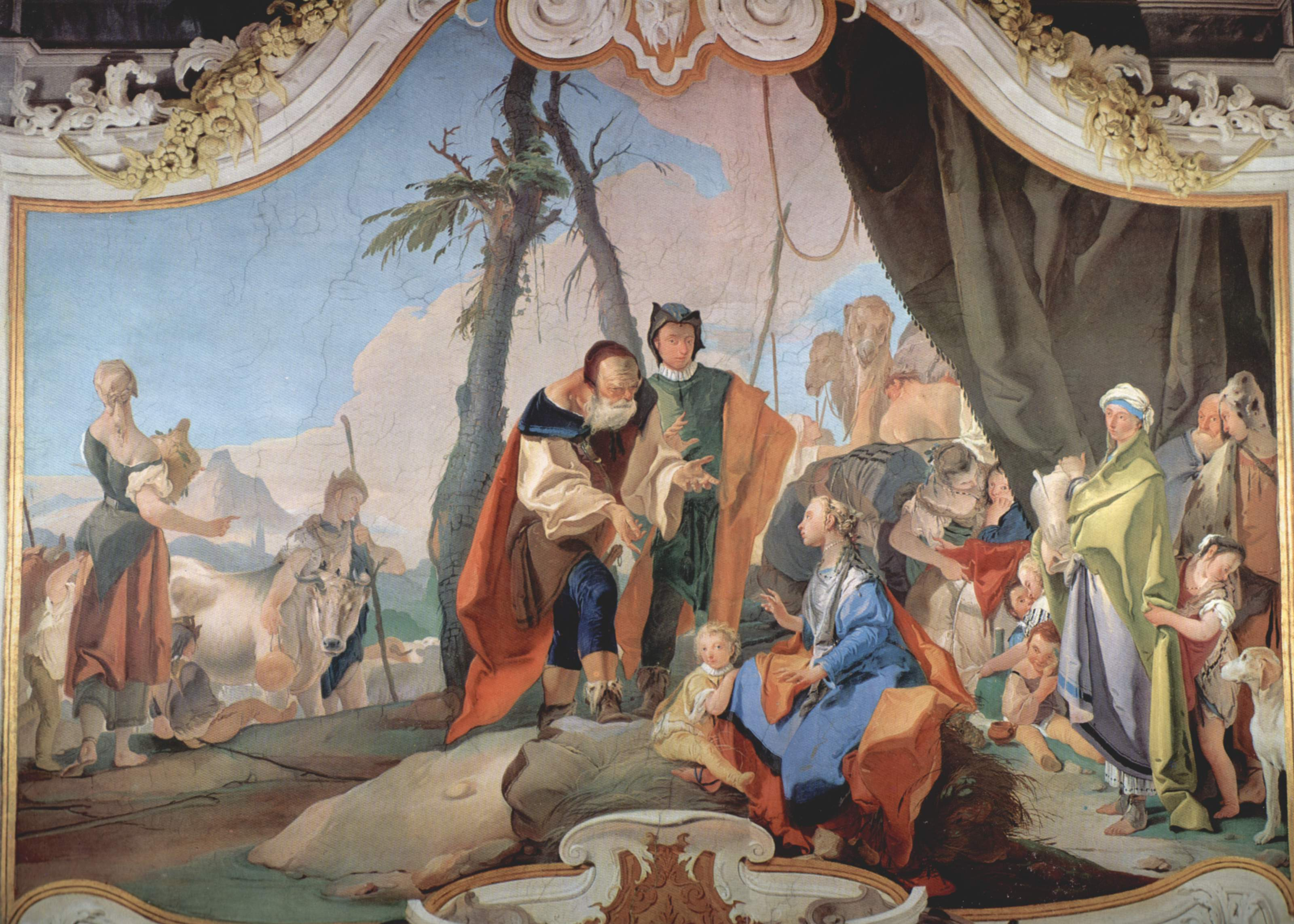
particolare dipinto Giovanni Battista Tiepolo
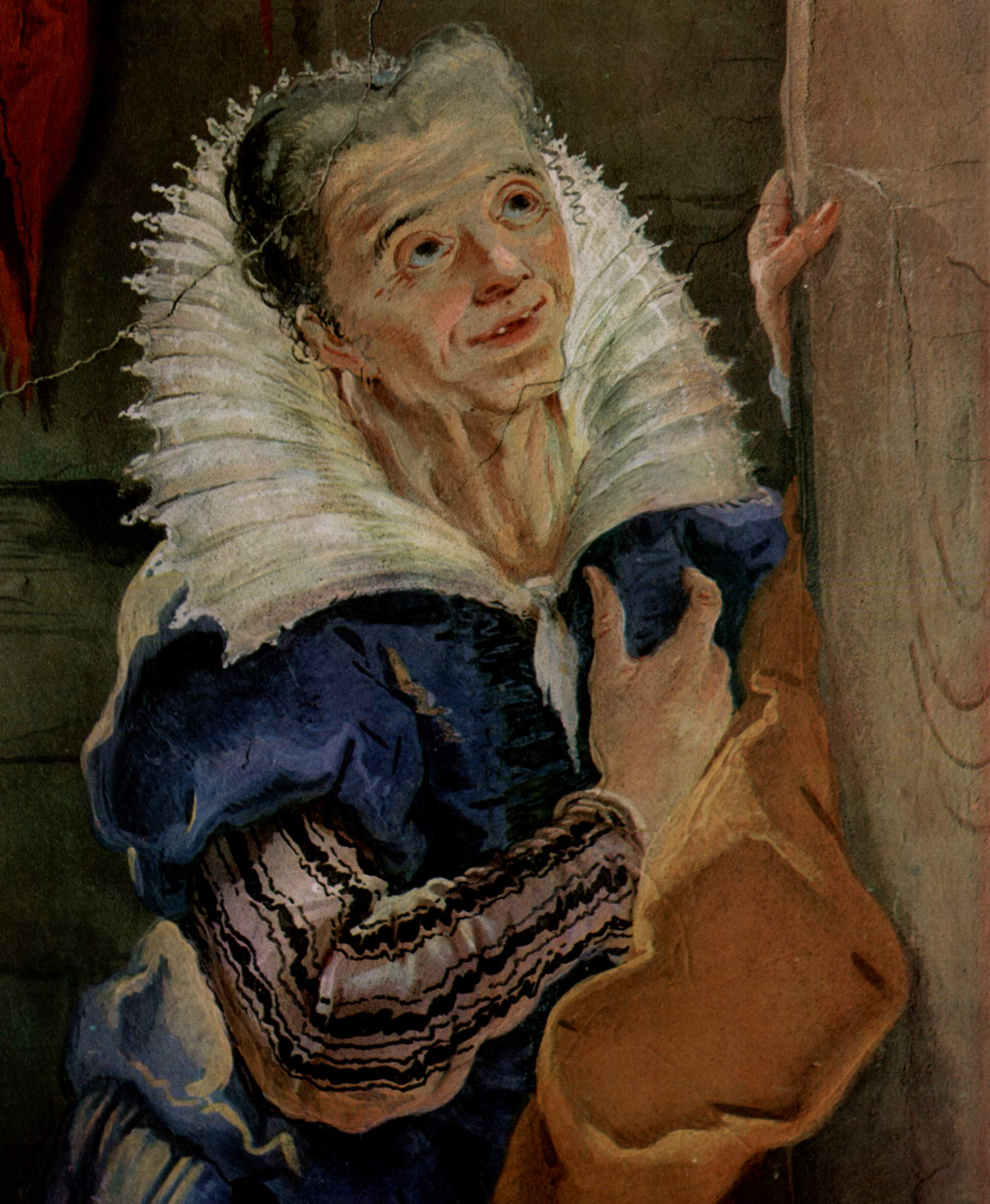
particolare dipinto Giovanni Battista Tiepolo
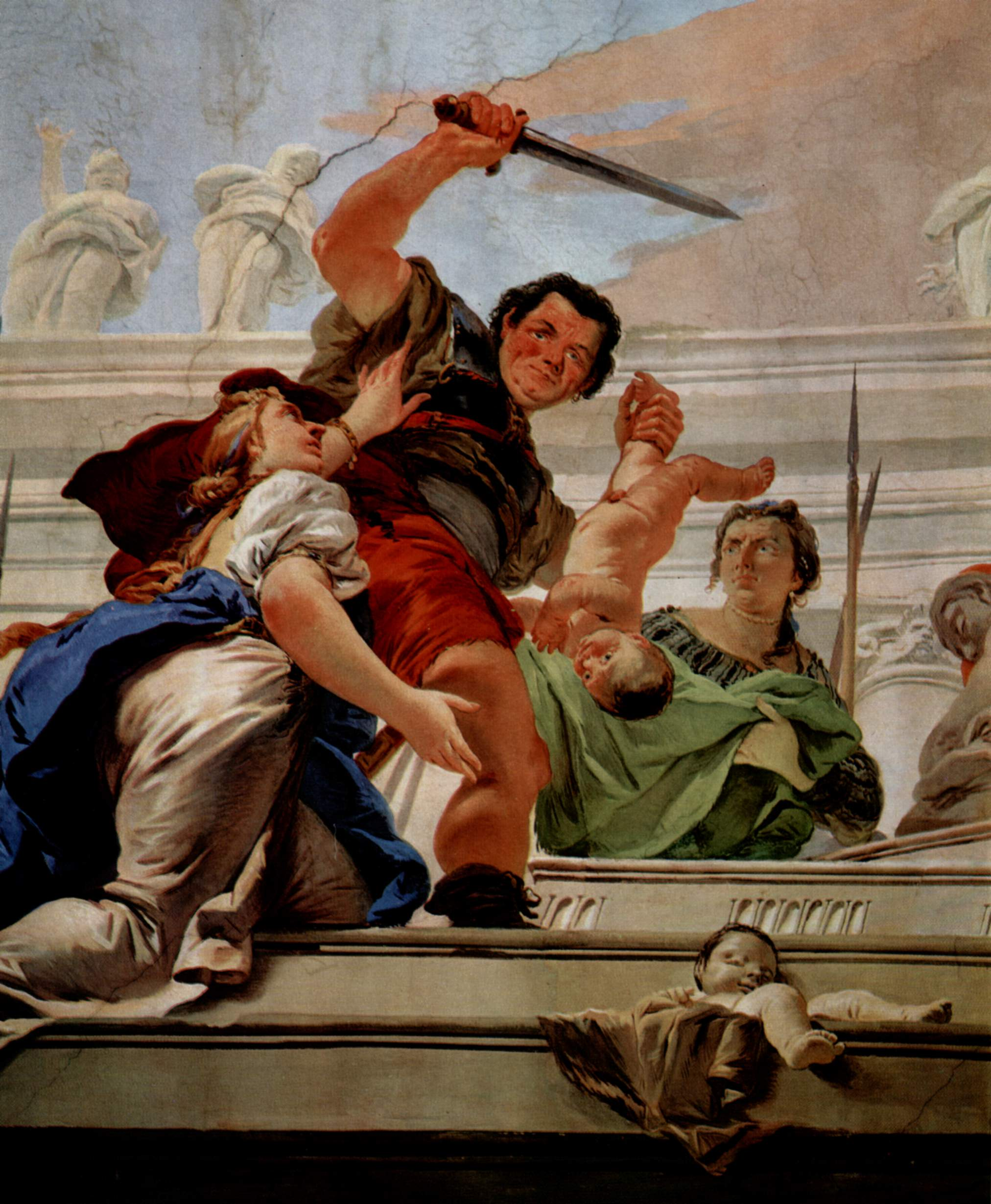
particolare dipinto Giovanni Battista Tiepolo
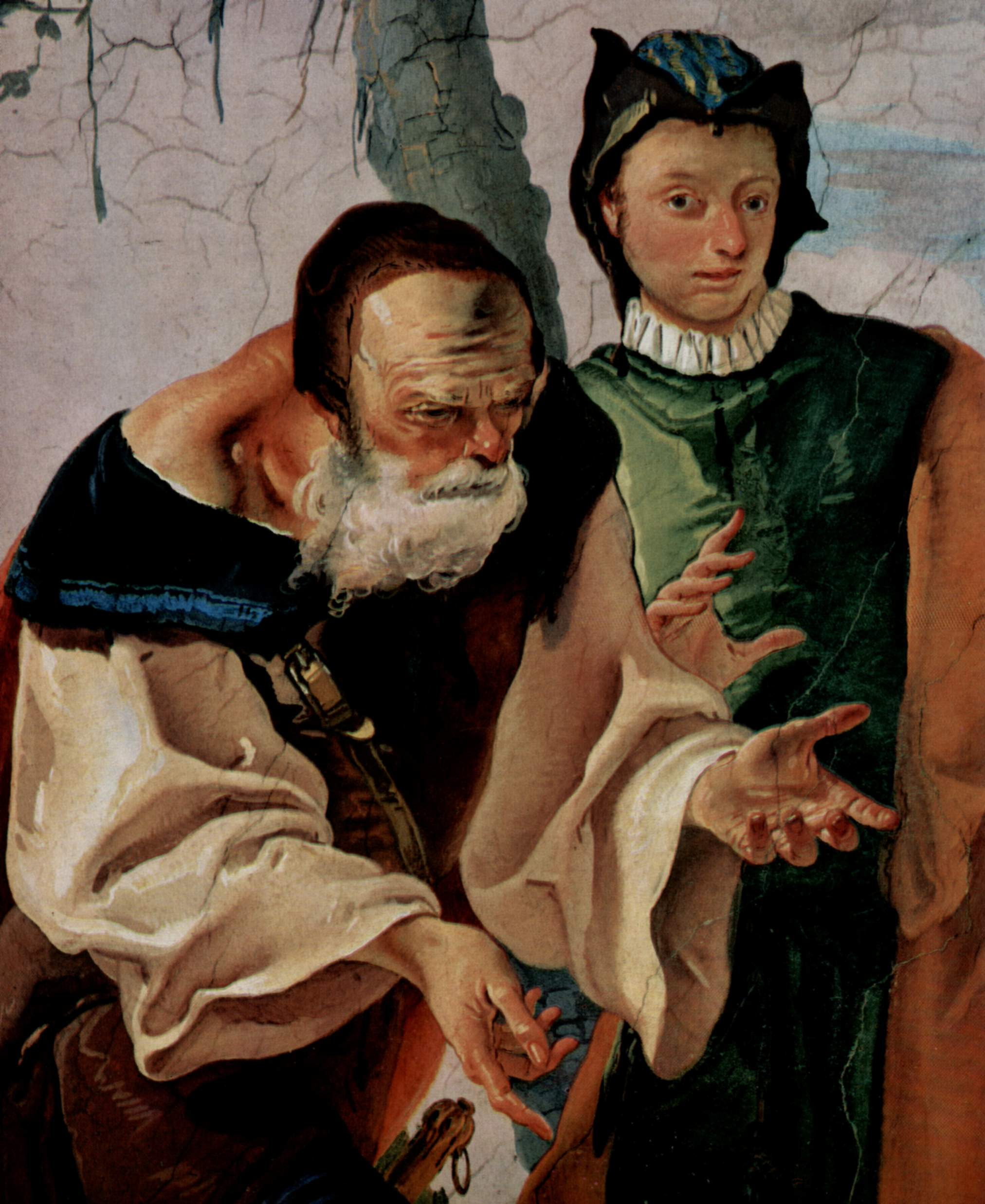
particolare dipinto Giovanni Battista Tiepolo
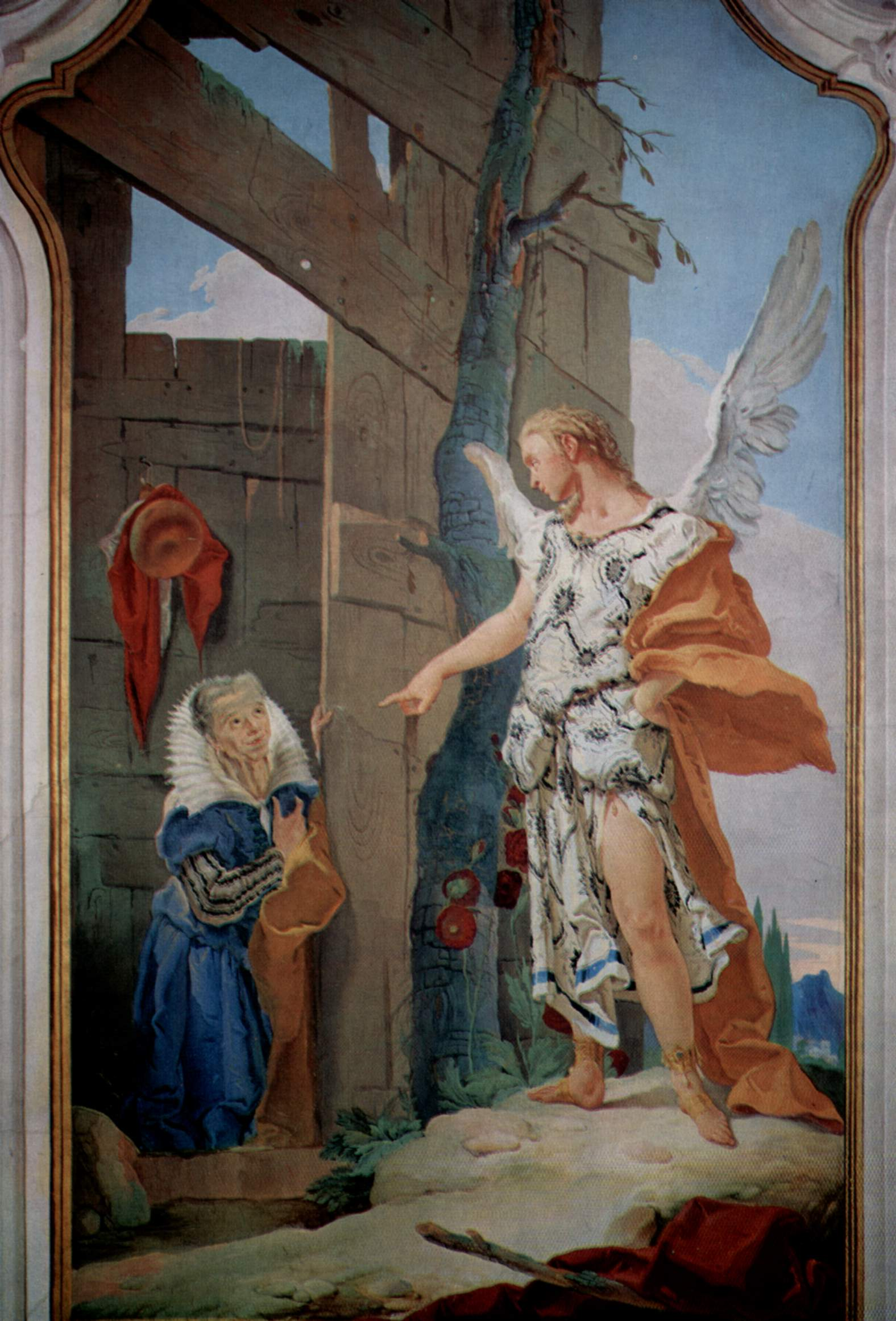
Sara e l'angelo dipinto Giovanni Battista Tiepolo
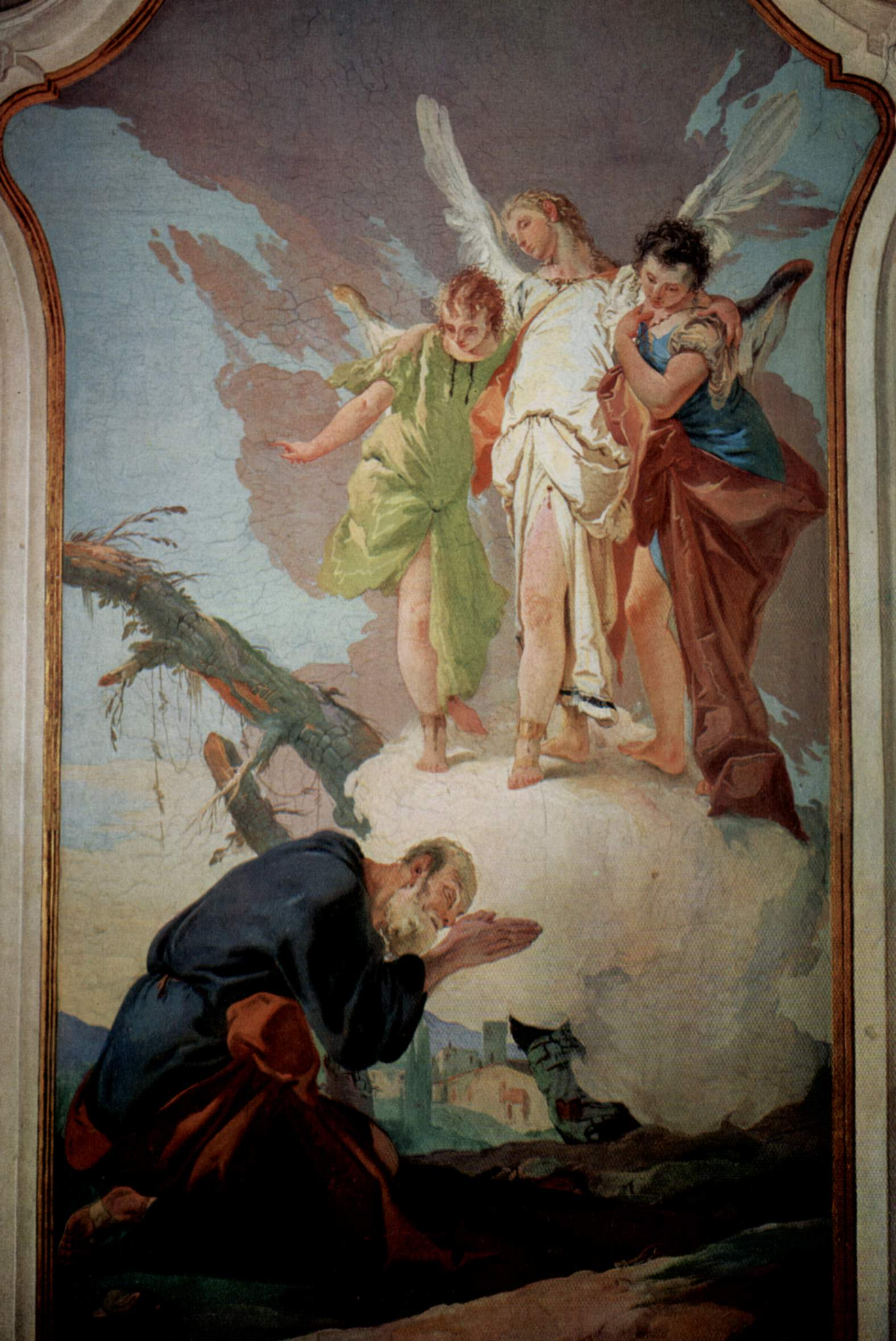
particolare dipinto Giovanni Battista Tiepolo
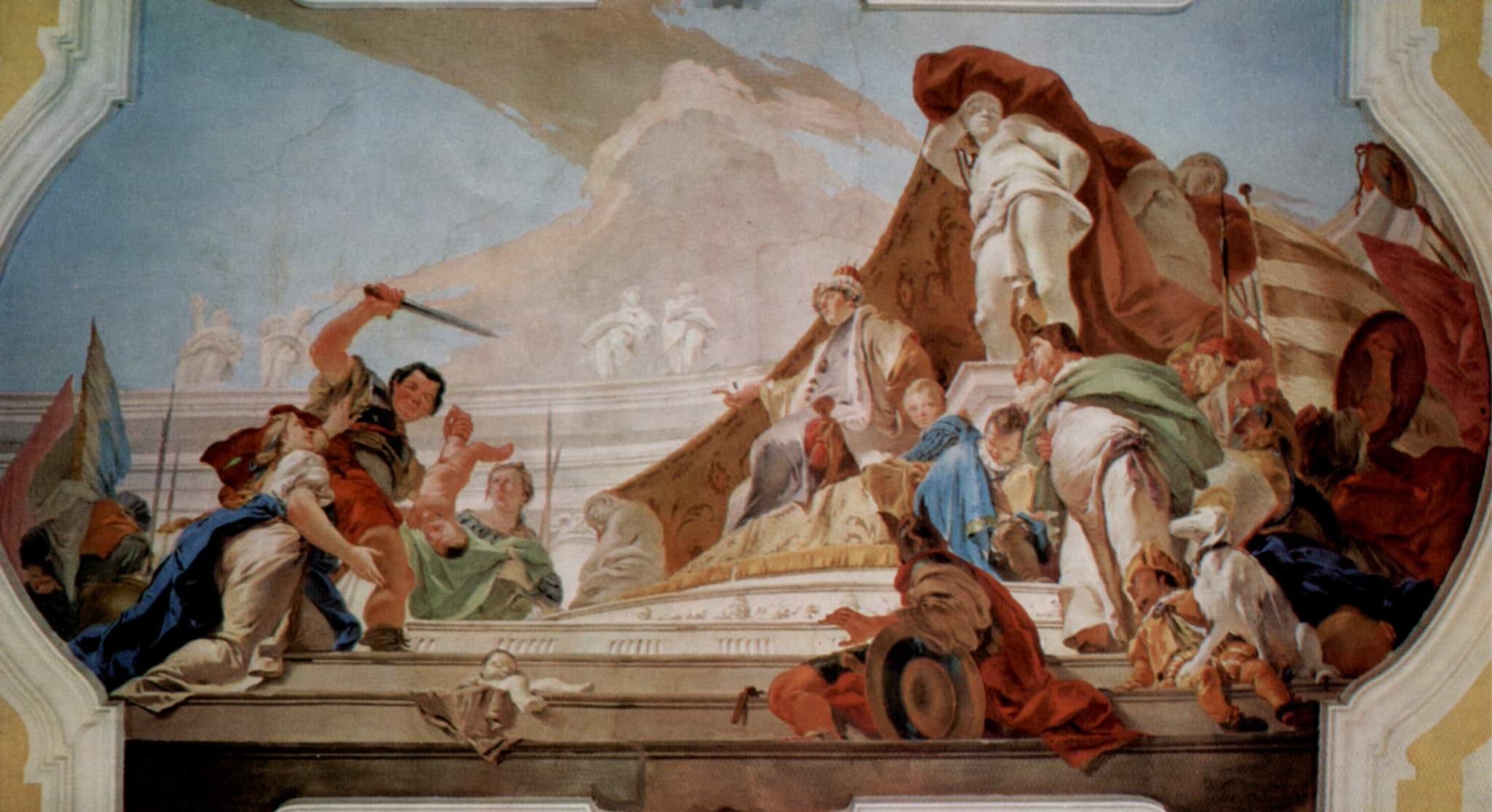
Giudizio di Salomone dipinto Giovanni Battista Tiepolo